# Welte Fahrzeugbau

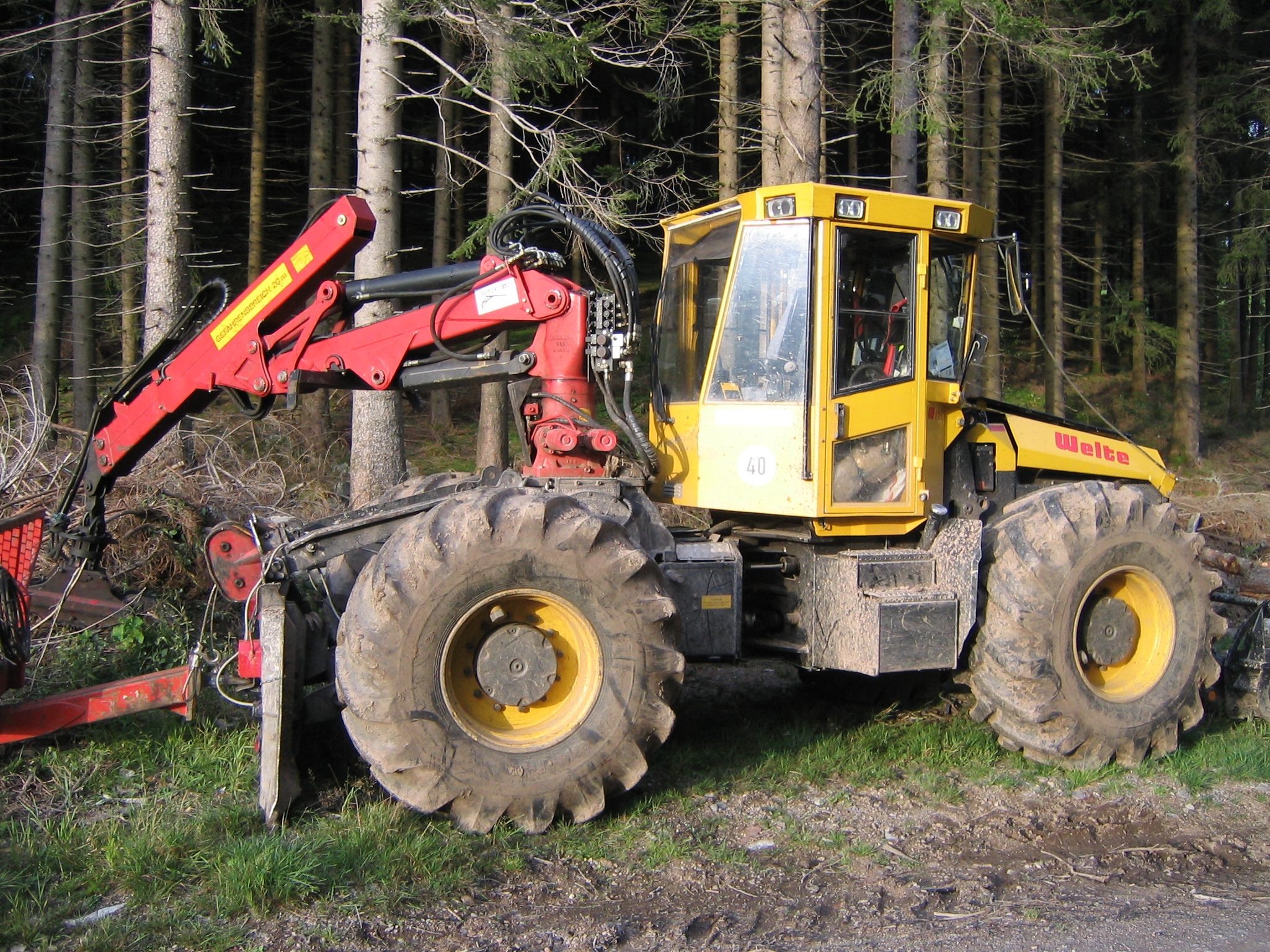
Rückemaschine Welte W115

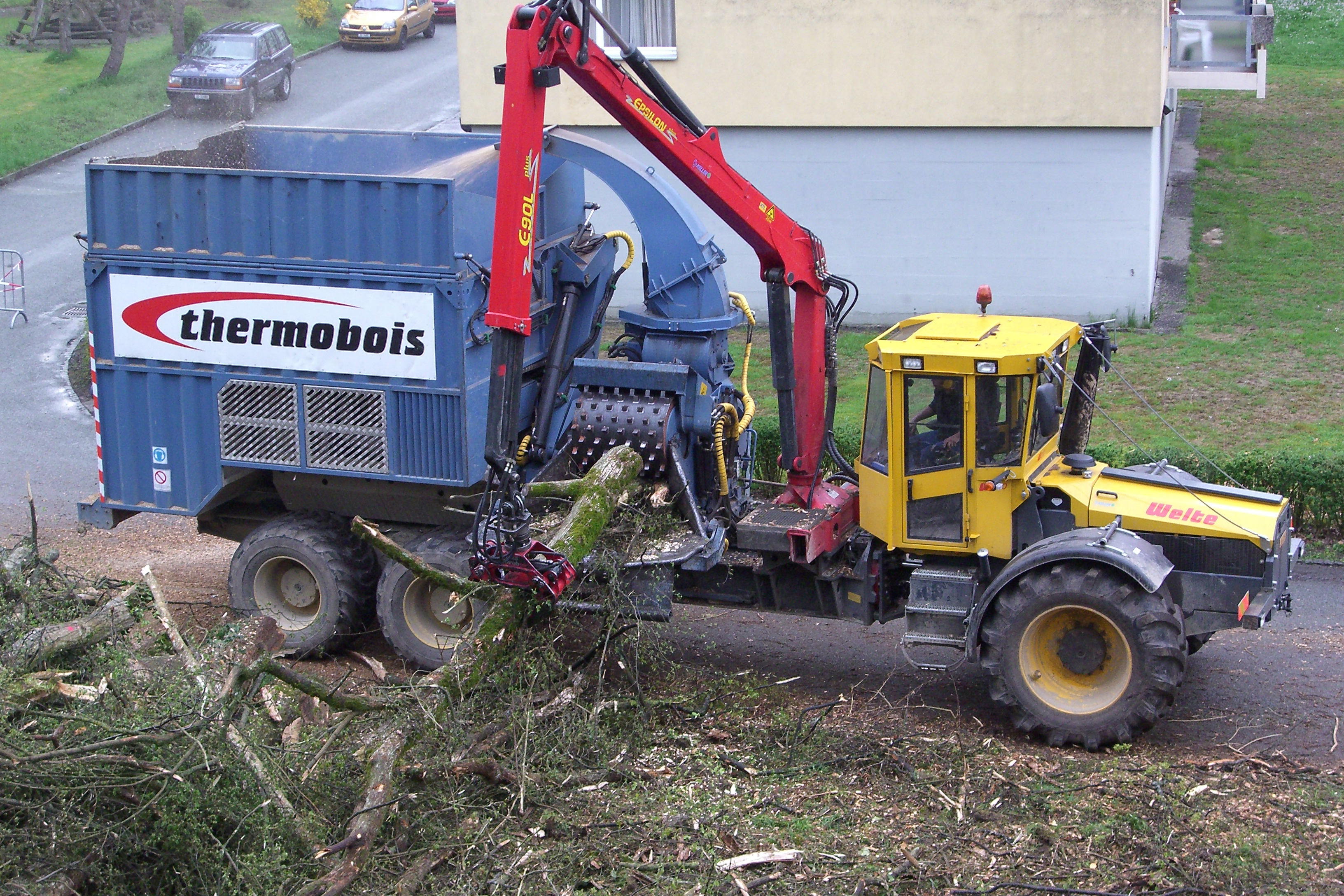
Ein Schredder von Welte

Die Welte Fahrzeugbau GmbH ist ein mittelständischer deutscher Konstrukteur, Hersteller und Vertreiber von Forst-, Kommunal- und Spezialfahrzeugen mit Sitz in Umkirch bei Freiburg im Breisgau, am Rand des Schwarzwalds.

## Geschichte
Das Unternehmen wurde 1952 von Alexander Welte senior († 2. September 2001) in Freiburg im Breisgau gegründet. Zuerst wurden Aufbauten für Lastkraftwagen sowie Kipp-Anhänger für Pkw und Lkw hergestellt, wenig später auch Langholzfahrzeuge und Spezialtieflade-Anhänger (Sattelauflieger), Seilwinden sowie hydraulische Anbau-Rückegeräte (1958 erste Forstausrüstung auf umgebauten Unimog).
1961 wurden der Sitz und die Produktion nach Umkirch verlegt. 1964 wurden die ersten allradangetriebene Forstspezialmaschinen mit Rahmenknicklenkung (Welte „Forstmann“ als Basisfahrzeug) entwickelt und produziert. In den 1970er Jahren folgten die Entwicklung eines mittelschweren Forst-Spezialschleppers (Welte „Ökonom“), eines Triebwerk-Schleppers mit wechselbarem Hinterrahmen und eines kleinen Durchforstungsschleppers mit sehr kurzem Radstand (Welte „JubiTrac“) mit Schwerpunktverlagerung. In den 1980ern wurden das Lastschaltgetriebe (1980) und eine Schwenk-Rücke-Einrichtung (1985) entwickelt. 1990 konnten der 400. Forst-Spezialschlepper und das 750. Forstanbaugerät ausgeliefert werden.
Zum 1. Juli 1998 übernahm Werner Nühnen, der zuvor schon Geschäftsführer und Vorstandsmitglied von Unternehmen der Maschinenbaubranche war, das Unternehmen und strukturierte es um. Es folgten Neu- und Weiterentwicklungen, insbesondere ein Baukasten-System zur flexiblen Kombination der Ausstattungselemente.
2001 erhielt Welte den Förderpreis des Landes Baden-Württemberg für junge Unternehmen, 2002 den Innovationspreis der Interforst-Messe in München für die Entwicklung einer Konstantzugwinde. Im selben Jahr erwarb Welte die Rechte zur Lizenzproduktion der FMA (Frankenberger Maschinen- und Anlagenbau) Forst- und Spezialfahrzeugbau GmbH in Frankenberg (Sachsen). 2006 wurde die erste 8-Rad-Kombimaschine entwickelt. Die Produktionsstätte wurde modernisiert und um mehrere Hallen erweitert.
Welte liefert heute über fünfzig Neumaschinen jährlich aus. Die Produkte (Skidder, Forst-Kombi-Maschinen, Forwarder, Harvester) werden heute über mehrere Vertriebspartner zu rund dreißig Prozent des Gesamtumsatzes exportiert, vor allem nach Frankreich, in die Schweiz, Österreich, Niederlande, Luxemburg und ins mittlere Osteuropa, aber auch bis nach Japan.